# خالد البحري
خالد البحري ممثل يمني كوميدي يعتبر نفسه الثنائي للممثل سليمان داوود ويلقب باسم «وزيز». ويرى الفنان خالد البحري أن الدراما اليمنية لن تطور في غياب المنافسة الإنتاجية.

## من مسلسلاته
- كشكوش
- المرصد
- عندما تبتسم الأحزان
- حياتنا
- حاير طاير الجزء الرابع [1]